# Gardner Boultbee
Jack Gardner „Gard“ Boultbee (* 23. April 1907 in Vancouver; † 1. August 1980 in Barbados) war ein kanadischer Segler.

## Erfolge
Gardner Boultbee, der für den Royal Vancouver Yacht Club segelte, gewann 1932 in Los Angeles bei den Olympischen Spielen in der 6-Meter-Klasse die Bronzemedaille. Er war Crewmitglied des von Skipper Philip Rogers angeführten Bootes Caprice, das die ersten vier Wettfahrten auf dem dritten und letzten Platz beendete und damit hinter den einzigen anderen beiden Booten Dritter wurde. Die US-Amerikaner schlossen alle Wettfahrten auf Rang zwei ab, die Schweden wurden jeweils Erste. Mangels Erfolgsaussichten nahmen die Kanadier an den letzten beiden der insgesamt sechs Wettfahrten nicht mehr teil. Neben Boultbee gehörten Kenneth Glass und Gerald Wilson zur Crew der Caprice.
Ab den 1940er-Jahren betrieb Boultbee eine Rinderfarm in British Columbia. In den 1960er-Jahren war er Stadtrat in Kamloops.